# Nagara (tàu tuần dương Nhật)
Nagara (tiếng Nhật: 長良) là một tàu tuần dương hạng nhẹ của Hải quân Đế quốc Nhật Bản, là chiếc dẫn đầu trong lớp của nó. Tên của nó được đặt theo tên sông Nagara thuộc vùng Chūbu của Nhật Bản. Nagara từng được sử dụng rộng rãi trong Chiến tranh Thế giới thứ hai, và đã bị tàu ngầm Croaker đánh chìm ngày 7 tháng 8 năm 1944 ngoài khơi Amakusa, Đông Hải.

## Thiết kế và chế tạo
Nagara là chiếc đầu tiên được hoàn tất trong lớp Nagara, và giống như những chiếc cùng lớp, nó được dự định sử dụng như soái hạm của hải đội tàu khu trục. Chính trong vai trò này mà nó đã tham gia cuộc chiếm đóng Philippines và Đông Ấn thuộc Hà Lan sau cuộc tấn công Trân Châu Cảng.
Nagara được đặt lườn tại xưởng hải quân Sasebo ngày 9 tháng 9 năm 1920, được hạ thủy ngày 25 tháng 4 năm 1921 và đưa vào hoạt động ngày 21 tháng 4 năm 1922.

## Lịch sử hoạt động

### Các hoạt động ban đầu
Không lâu sau khi được đưa ra hoạt động, Nagara được phân về căn cứ hải quân Nhật Bản tại Lữ Thuận, nơi nó xuất phát các cuộc tuần tra dọc theo bờ biển Trung Quốc đến Thanh Đảo. Khi cường độ của cuộc Chiến tranh Trung-Nhật tiếp tục gia tăng, Nagara được giao nhiệm vụ hộ tống các cuộc vận chuyển lực lượng Nhật Bản trong trận Thượng Hải, rồi tiếp tục các cuộc tuần tra dọc theo bờ biển Trung Quốc và sông Dương Tử cho đến năm 1939. Cùng với các tàu tuần dương hạng nặng Myōkō và Nachi, Nagara tham gia Chiến dịch đảo Hải Nam vào tháng 2 năm 1939 dưới quyền chỉ huy của Phó Đô đốc Kondo Nobutake. Từ ngày 30 tháng 1 năm 1941 đến ngày 8 tháng 4 năm 1941, Nagara hỗ trợ cho cuộc Chiếm đóng Đông Dương thuộc Pháp. Từ ngày 10 tháng 6 năm 1941 đến ngày 9 tháng 9 năm 1941, Nagara hỗ trợ cho các cuộc đổ bộ lực lượng Nhật Bản lên miền Nam Trung Quốc.

### Chiếm đóng Philippines và Đông Ấn thuộc Hà Lan
Ngày 10 tháng 9 năm 1941, Nagara được phân về Hải đội Tuần dương 16 thuộc Hạm đội 3 Nhật Bản dưới quyền chỉ huy của Phó Đô đốc Ibo Takahashi, cùng với các tàu tuần dương hạng nhẹ Kuma và Natori và các tàu khu trục của Hải đội Khu trục 5. Ngày 26 tháng 11 năm 1941, như là soái hạm của Đơn vị Tấn công Bất ngờ 4 của Chuẩn Đô đốc Kyuji Kubo, Nagara đặt căn cứ tại Palau vào lúc xảy ra cuộc tấn công Trân Châu Cảng. Trong các ngày 11 và 12 tháng 12 năm 1941, Nagara hỗ trợ cho cuộc đổ bộ lực lượng Nhật Bản lên Legaspi, Luzon, Philippines, và một lần nữa từ ngày 24 đến ngày 30 tháng 12 năm 1941 để hỗ trợ cho các cuộc đổ bộ khác lên nhiều địa điểm phía Đông Nam Luzon.
Trong tháng 1 năm 1942, Nagara được giao nhiệm vụ hỗ trợ cho cuộc đổ bộ của Lực lượng Đổ bộ Hải quân Đặc biệt Sasebo Số 1 tại Menado, Kema và Kendari trên đảo Celebes. Vào ngày 25 tháng 1 năm 1942, trong khi ở Kendari, chiếc tàu khu trục Hatsuharu va chạm với Nagara, làm hư hại lườn chiếc tàu tuần dương. Chuẩn Đô đốc Kubo chuyển cờ hiệu của mình sang chiếc Hatsushimo, và Nagara rút lui về Davao để sửa chữa.
Quay trở lại Celebes vào ngày 4 tháng 2 năm 1942, Chuẩn Đô đốc Kubo chuyển cờ hiệu của mình trở lại chiếc Nagara, rồi sau đó hỗ trợ cho cuộc chiếm đóng Makassar. Giữa đêm 6 tháng 2 năm 1942, lực lượng chiếm đóng bị chiếc tàu ngầm Mỹ USS Sculpin (SS-191) phát hiện, vốn nhận diện sai chiếc Nagara là một tàu tuần dương thuộc lớp Tenryu, và đã bắn hai quả ngư lôi Mark 14, trong đó một quả bị trượt và quả kia nổ sớm.
Ngày 17 tháng 2 năm 1942, Nagara hộ tống cho việc vận chuyển Sư đoàn 48 Lục quân để chiếm đóng Bali và Java. Trong khi hoạt động, chiếc tàu ngầm Hải quân Hoàng gia Anh HMS Truant đã bắn sáu ngư lôi nhắm vào Nagara, nhưng tất cả đều bị trượt. Ngày 10 tháng 3 năm 1942, Hạm đội 3 bị giải thể và được thay thế bởi Hạm đội Viễn chinh Phương Nam 2 dưới quyền chỉ huy của Phó Đô đốc Takahashi. Nagara tiếp tục ở lại trong Hải đội Tuần dương 16 của chuẩn Đô đốc Kenzaburo Hara cùng với các tàu tuần dương hạng nhẹ Kinu và Natori.
Vào ngày 29 tháng 3 năm 1942, Nagara nằm trong thành phần lực lượng được gửi đến chiếm đảo Christmas. Trong trận đánh, tàu ngầm Mỹ USS Seawolf (SS-197) đã phóng ba quả ngư lôi nhắm vào Nagara, nhưng tất cả đều bị trượt. Nagara khởi hành quay trở về Nhật Bản vào ngày 2 tháng 4 năm 1942, nơi nó được tái trang bị tại Maizuru, Kyoto với hai súng máy Kiểu 93 13 mm nòng đôi.
Sau đó Nagara trở thành soái hạm của Hải đội Khu trục 10 dưới quyền chỉ huy của Chuẩn Đô đốc Susumu Kimura, bao gồm các tàu khu trục Nowaki, Arashi, Hagikaze, Maikaze, Makigumo, Kazagumo, Yugumo, Urakaze, Isokaze, Hamakaze, Tanikaze, trực thuộc Hạm đội 1 Nhật Bản của Đô đốc Nagumo Chuichi.

### Trận Midway
Trong Trận Midway, Nagara tháp tùng Lực lượng Tấn công Tàu sân bay của Đô đốc Nagumo, cùng các tàu sân bay Akagi, Kaga, Soryu, Hiryū, các tàu tuần dương Tone, Chikuma cùng các thiết giáp hạm Haruna và Kirishima. Ngày 4 tháng 6 năm 1942, Nagara phản công bất thành vào tàu ngầm Mỹ USS Nautilus (SS-168) sau khi chiếc này tìm cách phóng ngư lôi vào thiết giáp hạm Kirishima. Sau khi Akagi bị máy bay ném bom bổ nhào từ tàu sân bay Mỹ USS Enterprise đánh trúng và bốc cháy, Phó Đô đốc Nagumo chuyển cờ hiệu của mình sang chiếc Nowaki rồi sau đó sang chiếc Nagara. Nagara quay trở về Nhật Bản an toàn vào ngày 13 tháng 6 năm 1942.

### Trận chiến quần đảo Solomon
Vào ngày 14 tháng 7 năm 1942, Hải đội Khu trục 10 cùng với Nagara được bố trí về Hạm Đội 3, và đã lên đường hướng đến Truk thuộc quần đảo Caroline vào ngày 16 tháng 8 năm 1942. Lực lượng của Hạm đội còn bao gồm các tàu sân bay Shokaku, Zuikaku, Ryuho và Zuiho, các thiết giáp hạm Hiei và Kirishima, các tàu tuần dương Tone và Chikuma cùng các tàu khu trục Akigumo, Makigumo, Kazagumo, Yugumo, Akizuki, Hatsukaze, Nowaki, Amatsukaze, Maikaze, Tanikaze và Tokitsukaze.
Vào ngày 25 tháng 8 năm 1942, Nagara tham gia trận chiến Đông Solomons, khi nó thoát ra được mà không bị thiệt hại, và quay trở về Truk vào ngày 5 tháng 9 năm 1942. Từ Truk, Nagara thực hiện nhiều chuyến đi về phía quần đảo Solomon trong tháng 9. Trong các ngày 25 và 26 tháng 10 năm 1942, Nagara tham gia trận Santa Cruz, và một lần nữa quay trở về Truk mà không bị thiệt hại.
Vào ngày 9 tháng 11 năm 1942, Chuẩn Đô đốc Kimura cùng hải đội của Nagara được giao nhiệm vụ hộ tống Hiei và Kirishima trong một kế hoạch tăng viện, dự định đổ bộ một lực lượng 14.500 người, vũ khí hạng nặng và hàng tiếp liệu đến Guadalcanal. Cuộc đổ bộ được mở đầu bởi một cuộc bắn phá sân bay Henderson bởi các thiết giáp hạm; và hoạt động này đã trở thành cuộc Hải chiến Guadalcanal thứ nhất trong ngày 13 tháng 11 năm 1942. Trong cuộc đụng độ, Akatsuki và Yudachi bị đánh chìm, trong khi Hiei, Amatsukaze, Murasame và Ikazuchi bị hư hại. Nagara chịu đựng hỏa lực từ tàu tuần dương Mỹ USS San Francisco, trúng phải trực tiếp một quả đạn pháo 127 mm (5 inch) làm thiệt mạng năm thủy thủ nhưng chỉ gây hư hại nhẹ cho thân tàu. Nagara rút lui về hướng Tây vòng quanh đảo Savo để hộ tống Kirishima cùng Hiei được kéo đi, nhưng sau đó Hiei bị đánh chìm bởi máy bay xuất phát từ sân bay Henderson, tàu sân bay USS Enterprise và máy bay ném bom hạng nặng B-17 Flying Fortress cất cánh từ Espiritu Santo.
Phó Đô đốc Gunichi Mikawa khởi hành từ quần đảo Shortland hướng đến Guadalcanal trên chiếc tàu tuần dương Chōkai cùng với các tàu tuần dương Kinugasa và Isuzu và các tàu khu trục Arashio và Asashio để thực hiện kế hoạch ban đầu của Kondo và bắn phá sân bay Henderson bằng các tàu tuần dương của mình sau khi Abe thất bại với các thiết giáp hạm của ông. Các tàu tuần dương Maya, Suzuya và Tenryu cùng các tàu khu trục Kazagumo, Makigumo, Michishio và Yugumo tháp tùng, trong khi Kirishima, Atago, Takao, Nagara và sáu tàu khu trục hình thành nên đơn vị hộ tống.
Điều này đã dẫn đến cuộc Hải chiến Guadalcanal vào ngày 15 tháng 11 năm 1942. Nagara và các tàu khu trục của mình đã đối đầu lực lượng Mỹ bằng hải pháo và ngư lôi Kiểu 93 "Long Lance". Trong trận chiến, đã có hơn 30 ngư lôi được phóng nhắm vào thiết giáp hạm USS South Dakota, nhưng tất cả đều bị trượt. Tuy nhiên, các tàu khu trục USS Preston và USS Walke bị đánh chìm và chiếc USS Benham bị hỏng nặng đến mực phải tự đánh đắm tối hôm sau. Về phía lực lượng Nhật, Kirishima và tàu khu trục Ayanami bị mất, nhưng Nagara thoát ra mà không bị hư hại, và quay trở về Truk vào ngày 18 tháng 11 năm 1942.
Ngày 20 tháng 11 năm 1942, Nagara trở thành soái hạm của Hải đội Khu trục 4 thuộc quyền chỉ huy của Chuẩn Đô đốc Takama, trong khi chiếc tàu tuần dương Agano vừa mới được đưa ra hoạt động thay thế cho Nagara làm soái hạm cho Hải đội Khu trục 10. Hải đội Khu trục 4 bao gồm ba đội với tổng cộng chín tàu khu trục: Đội 2 với ba chiếc, Đội 9 hai chiếc và Đội 27 bốn tàu khu trục.
Sau khi quay về Maizuru để tái trang bị vào cuối năm 1942, tháp pháo 140 mm Số 5 của Nagara được tháo bỏ. Trong một cuộc thực tập tác xạ ngoài khơi Saipan, Nagara chịu đựng hư hại nhẹ trên cấu trúc thượng tầng sau một tai nạn nổ đạn pháo; nó quay trở về Truk vào ngày 25 tháng 1 năm 1943. Vào đầu tháng 2, Nagara tham gia việc triệt thoái lực lượng khỏi Guadalcanal, cứu được 11.700 binh lính Lục quân Nhật còn sống sót. Sang tháng 6 năm 1943, Nagara vận chuyển Lực lượng Đổ bộ Đặc biệt Hải quân Yokosuka Số 2 đến chiếm đóng Nauru.

### Các hoạt động tại Nam Thái Bình Dương
Trong tháng 7 năm 1943, Nagara tham gia hộ tống tàu sân bay Junyo để vận chuyển máy bay đến Kavieng, New Guinea. Trong khi neo đậu tại đây, Nagara trúng phải một thủy lôi do một thủy phi cơ Australia PBY Catalina thả vào ban đêm, gây hư hại nhẹ cho đáy tàu phía Đuôi tàu, nhưng nó vẫn có thể tiếp tục hoạt động.
Vào ngày 20 tháng 7 năm 1943, Hải đội Khu trục 4 bị giải thể, và Nagara thay thế cho tàu tuần dương Jintsu làm soái hạm cho Hải đội Khu trục 2 dưới quyền chỉ huy của Chuẩn Đô đốc Shunji Isaki thuộc Hạm đội 2, bao gồm các đội 24, 27 và 31 cùng ba tàu khu trục trực thuộc. Sau đó Nagara được tàu tuần dương Noshiro vừa mới đưa vào hoạt động thay thế trong vai trò soái hạm của Hải đội Tuần dương 2 vào ngày 20 tháng 8 năm 1943, và nó được phân về Hạm đội 8 dưới quyền chỉ huy của Phó Đô đốc Nam tước Tomoshige Samejima. Nagara quay trở về Maizuru để được tái trang bị với một bộ radar dò tìm trên không Kiểu 21 và bốn khẩu đội pháo phòng không 25 mm Kiểu 96 hai nòng.
Ngày 1 tháng 11 năm 1943, Nagara thay thế cho tàu tuần dương Kashima như là soái hạm của Hạm đội 4 dưới quyền chỉ huy của Phó đô đốc Masami Kobayashi. Vào ngày 14 tháng 11 năm 1943, nó trợ giúp kéo chiếc tàu tuần dương hạng nhẹ Agano quay trở về Truk sau khi chiếc này trúng phải ngư lôi từ tàu ngầm Mỹ USS Skate.
Ngày 22 tháng 11 năm 1943, Nagara rời Truk để đối phó lại cuộc tấn công của lực lượng Mỹ lên đảo Tarawa và quần đảo Gilbert, đi đến Kwajalein vào ngày 26 tháng 11 năm 1943. Nó bị những máy bay ném bom-ngư lôi TBF Avenger và máy bay ném bom bổ nhào SBD Dauntless từ các tàu sân bay USS Enterprise và USS Essex thuộc Đội Đặc nhiệm 50.3 tấn công. Những hư hại gây ra buộc nó phải quay về Nhật Bản trong tháng 1 năm 1944 để sửa chữa.
Tại Maizuru từ ngày 26 tháng 1 năm 1944, Nagara lại được cải biến. Tháp pháo 140 mm Số 7 được tháo bỏ thay thế bằng một khẩu đội phòng không 127 mm không che chắn. Các ống phóng ngư lôi nòng đôi phía trước và phía sau được thay thế bằng hai ống phóng bốn nòng phía sau. Máy phóng máy bay được tháo bỏ thay thế bằng hai khẩu pháo phòng không 25 mm Kiểu 96 ba nòng, nâng tổng số súng 25 mm lên 22 nòng (2x3, 6x2, 4x1). Đường ray thả mìn sâu được lắp ở phía đuôi tàu và một bộ dò âm dưới nước Kiểu 93 được trang bị phía trước mũi.
Ngày 15 tháng 5 năm 1944, Nagara thay thế cho tàu tuần dương Tatsuta làm soái hạm cho Hải đội Khu trục 11 trực thuộc Hạm đội Liên Hợp. Nó ở lại vùng biển nhà Nhật Bản tiến hành huấn luyện cùng các tàu khu trục mới, thực hiện hộ tống một đoàn tàu vận tải đến quần đảo Ogasawara trong tháng 6 và một chuyến khác đến Okinawa trong tháng 7. Trong một đợt tái trang bị khác tại Yokosuka vào ngày 2 tháng 7 năm 1944, Nagara được bổ sung mười khẩu pháo phòng không 25 mm Kiểu 96 nòng đơn, nâng tổng số súng 25 mm lên 32 nòng (2X3, 6x2, 14x1), và một radar dò tìm mặt đất Kiểu 22.
Ngày 7 tháng 8 năm 1944, trên đường từ Kagoshima đến Sasebo, Nagasaki, Nagara bị tàu ngầm Mỹ USS Croaker phát hiện trong chuyến tuần tra chiến đấu đầu tiên của nó. Croaker tiến đến gần ở khoảng cách 1.200 m (1.300 yard) và bắn một loạt bốn quả ngư lôi phía đuôi tàu, đánh trúng Nagara một quả phía sau bên mạn phải. Nagara chìm với đuôi chìm trước ngoài khơi quần đảo Amakusa ở tọa độ 32°09′B 129°53′Đ / 32,15°B 129,883°Đ. Thuyền trưởng và 348 thành viên thủy thủ đoàn đi theo con tàu, nhưng 235 người khác được cứu vớt.
Nagara được rút khỏi danh sách Đăng bạ Hải quân vào ngày 10 tháng 10 năm 1944.

## Danh sách thuyền trưởng
- Jiro Kuroda (sĩ quan trang bị trưởng): 25 tháng 4 năm 1921 - 21 tháng 4 năm 1922
- Jiro Kuroda: 21 tháng 4 năm 1922 - 10 tháng 11 năm 1922
- Kensuke Fujii: 10 tháng 11 năm 1922 - 1 tháng 11 năm 1923
- Minokiti Sato: 1 tháng 11 năm 1923 - 1 tháng 11 năm 1924
- Teikichi Hori: 1 tháng 11 năm 1924 - 24 tháng 10 năm 1925
- Junzo Yoshitake: 24 tháng 10 năm 1925 - 1 tháng 12 năm 1927
- Jiro Ban: 1 tháng 12 năm 1927 - 21 tháng 12 năm 1927
- Tatsuo Sagara: 21 tháng 12 năm 1927 - 10 tháng 12 năm 1928
- Ichiro Sato: 10 tháng 12 năm 1928 - 1 tháng 5 năm 1929
- Seizaburo Mitsui: 1 tháng 5 năm 1929 - 30 tháng 11 năm 1929
- Sonosuke Kobayashi: 30 tháng 11 năm 1929 - 1 tháng 12 năm 1930
- Kanae Waki: 1 tháng 12 năm 1930 - 1 tháng 12 năm 1931
- Kazuo Taniike: 1 tháng 12 năm 1931 - 1 tháng 12 năm 1932
- Takushiro Watanabe: 1 tháng 12 năm 1932 - 15 tháng 11 năm 1933
- Takeo Takagi: 15 tháng 11 năm 1933 - 15 tháng 11 năm 1934
- Jiro Matsunaga: 15 tháng 11 năm 1934 - 15 tháng 11 năm 1935
- Sadamichi Kajioka: 15 tháng 11 năm 1935 - 1 tháng 12 năm 1936
- Mitsuharu Matsuyama: 1 tháng 12 năm 1936 - 20 tháng 2 năm 1937
- Hachiro Nakao: 20 tháng 2 năm 1937 - 10 tháng 11 năm 1937
- Torao Sawada: 10 tháng 11 năm 1937 - 15 tháng 7 năm 1938
- Shinichi Ichise: 15 tháng 7 năm 1938 - 15 tháng 12 năm 1938
- Heitaro Edo: 15 tháng 12 năm 1938 - 1 tháng 7 năm 1939
- Hideo Yano: 1 tháng 7 năm 1939 - 1 tháng 11 năm 1940
- Akira Soji: 1 tháng 11 năm 1940 - 10 tháng 9 năm 1941
- Toshio Naoi: 10 tháng 9 năm 1941 - 10 tháng 7 năm 1942
- Yoshioki Tawara: 10 tháng 7 năm 1942 - 20 tháng 11 năm 1942
- Katsukiyo Shinoda: 20 tháng 11 năm 1942 - 16 tháng 8 năm 1943
- Masayuki Kitamura: 16 tháng 8 năm 1943 - 7 tháng 4 năm 1944
- Shinichi Kondo: 7 tháng 4 năm 1944 - 8 tháng 5 năm 1944
- Giichiro Nakahara: 8 tháng 5 năm 1944 - 7 tháng 8 năm 1944 (tử trận; truy phong vượt cấp lên Phó Đô đốc)